# Саласар, Хайме
Хайме Саласар Гутьеррес (исп. Jaime Salazar Gutiérrez; 6 февраля 1931, Мехико — 14 марта 2011, Куэрнавака) — мексиканский футболист, полузащитник.

## Клубная карьера
Есть только одна верная информация о карьере Саласара: между 1953 и 1960 годами он был игроком клуба «Некакса», с которым завоевал национальный кубок.

## Выступление за сборную
Дебют за национальную сборную Мексики состоялся в 1956 году. Был включен в состав на чемпионат мира 1958 в Швеции, но все матчи провёл на скамейке запасных. Всего Саласар за сборную сыграл 9 матчей.

## Достижения
- Обладатель Кубка Мексики: 1960